# Comandancia General de Ceuta

Escudo de la Comandancia General de Ceuta.

Guion de la Comandancia General de Ceuta.

La Comandancia General de Ceuta (COMGECEU) es un órgano de la Fuerza Terrestre del Ejército de Tierra de España cuya finalidad más importante consiste en preparar organizaciones operativas con las unidades acuarteladas en la ciudad de Ceuta, de acuerdo con la doctrina específica terrestre.
En 1668 el Tratado de Lisboa firmado entre España y Portugal reconoció la soberanía española sobre Ceuta (bajo dominio portugués desde 1415). En 1860, mediante el Tratado de Wad-Ras entre España y el Sultanato de Marruecos, España se hizo con el control del campo exterior de la plaza, fijándose su frontera actual. Entre 1918 y al 1956, año en que Marruecos alcanzó su independencia, la Comandancia General de Ceuta dependió de la Alta Comisaría de España en Marruecos. Hasta 1968 la comandancia estuvo subordinada a la Jefatura del Ejército Español en el Norte de África. Desde aquel año a 1997, cuando se creó la Zona Militar de Ceuta, formó parte de la II Región Militar. En el año 2006, la Comandancia General de Ceuta quedó integrada en la Fuerza Terrestre del Ejército de Tierra. Al frente de la misma se encuentra un general de división. Su cuartel general se encuentra en el Acuartelamiento «Foso Almina», situado en el centro de la ciudad. 

La Comandancia General de Ceuta cuenta con las siguientes unidades:
- Cuartel General:
  - Estado Mayor
  - Batallón de Cuartel General XVII
  - Asesoría Jurídica
  - Jefatura de Intendencia de Asuntos Económicos
  - Sección de Apoyo Técnico
  - Oficina de Comunicación
- Regimiento de Caballería "Montesa" n.º 3
  - Grupo de Caballería Acorazada "Cazadores de África" I/3
- Tercio "Duque de Alba" 2º de La Legión
  - Bandera de Infantería Protegida "Cristo de Lepanto" IV/2
- Grupo de Regulares "Ceuta" n.º 54
  - Tabor de Infantería Motorizada "Tetuán" I/54
- Regimiento Mixto de Artillería n.º 30
  - Grupo de Artillería de Campaña I/30
  - Grupo de Artillería Antiaérea II/30
- Regimiento de Ingenieros n.º 7
  - Batallón de Zapadores I/7
- Unidad Logística n.º 23
  - Compañía de Mar y Abastecimiento de la Unidad Logística n.º 23
- Unidad de Servicios de Base "Ceuta". Pertenece a la Dirección de Acuartelamiento de la Inspección General de Ejército.